# Algoritmo de Christofides
O algoritmo de Christofides é um algoritmo para encontrar soluções aproximadas para o problema do caixeiro-viajante, nos casos em que as distâncias formam um espaço métrico (são simétricas e obedecem a desigualdade triangular).
É um algoritmo de aproximação que garante que suas soluções estão a um fator máximo de 3/2 do tamanho da solução ótima. Seu nome vem do autor Nicos Christofides, que publicou o algoritmo em 1976. Até 2017 esta é a melhor razão de proximação já comprovada para o problema do caixeiro viajante em espaços métricos, embora  aproximações melhores sejam conhecidas para alguns casos especiais.

## Algoritmo
Seja G = (V,w) uma instância do problema do caixeiro viajante. Isto é, G é um grafo completo com o conjunto de vértices V, e a função w atribui um peso (valor real não-negativo) a cada aresta de G.
De acordo com a desigualdade triangular, para três vértices u, v e x quaisquer, é válido dizer que w(uv) + w(vx) ≥ w(ux).
O algoritmo pode ser descrito em pseudocódigo da seguinte forma.
1. Criar um árvore geradora mínima T de G.
2. Seja I o conjunto de vértices de grau ímpar em T. Pelo lema do aperto de mão, I tem um número par de vértices.
3. Encontrar um acoplamento perfeito de peso mínimo M no subgrafo induzido pelos vértices de I.
4. Combinar as arestas de M e T para formar um multigrafo H em que cada vértice tem grau par.
5. Formar um circuito Euleriano em H.
6. Transformar o circuito encontrado na etapa anterior em um circuito Hamiltoniano, ignorando vértices repetidos.

## Exemplo
|  | Dado: gráfico completo cujos das arestas obedecem a desigualdade triangular          |
|  | Calcular a árvore geradora mínima T                                                  |
|  | Calcular o conjunto de vértices O com grau ímpar em T                                |
|  | Formar a subgrafo de G usando apenas os vértices de O                                |
|  | Construir um acoplamento perfeito de peso mínimo no subgrafo M                       |
|  | Unir o emparelhamento e a árvore geradora T ∪ M para formar um multigrafo Euleriano. |
|  | Calcular o ciclo Euleriano                                                           |
|  | Remover vértices repetidos, dando a saída do algoritmo                               |